# 古河記念講堂

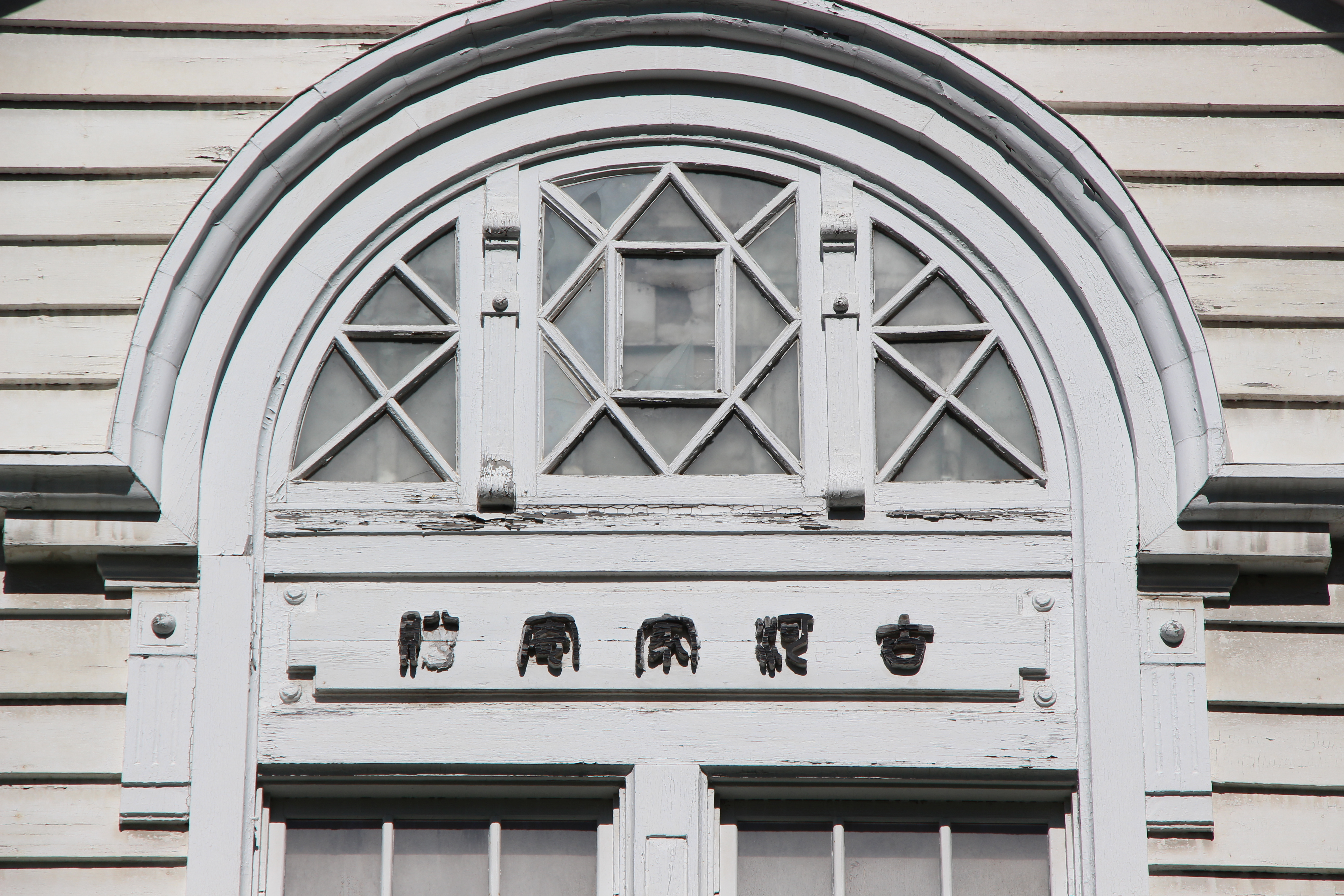
正面玄関上部にある「古河家寄贈」の文字（右から読む）

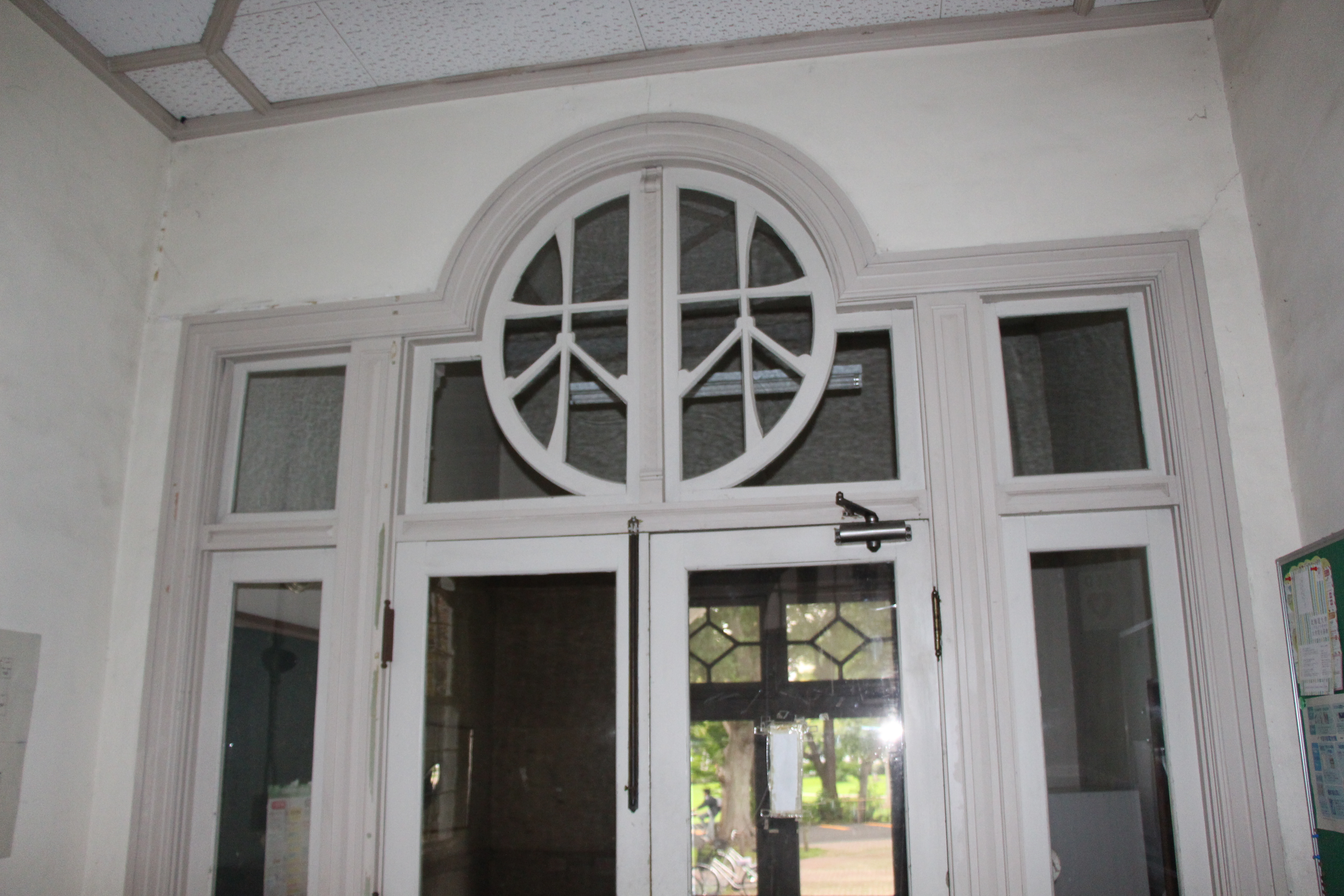
建物内部の「林」の字を施した欄干

古河記念講堂（ふるかわきねんこうどう）は、北海道札幌市北区北9条西7丁目にある北海道大学大学院文学研究科の建造物である。日本国の登録有形文化財に登録されている。北海道大学内の施設であり、「古河講堂」とも呼ばれる。

## 概要
古河家寄付記念事業の寄付金によって建てられた教室の中で、唯一現存している建物。足尾銅山で利益を上げていた古河財閥が足尾鉱山鉱毒事件の償いの意味を含めて寄贈した。
現在は文学研究科の校舎として使用しているため、内部に入れるのは北大関係者のみとなっている。外観は見学自由。
全体的にフランス・ルネサンス風にまとめられており、建物の各部に華麗な意匠が見られる。しかし外壁が下見板張りであったり、主棟が切妻造りになっているなどフランス・ルネサンス方式には見られない特徴が見られ、様々な特徴を雑多に組み合わせたアメリカン・ヴィクトリアン様式であるともいわれている。中央に入り口があり、左右に翼部が伸びている構造を持つ。文科省技師の新山平四郎が設計。中央部にかつて時鐘が取り付けられていた小塔が設けられている。林学教室だったことから随所に「林」という文字が施されている。玄関中扉の欄干に「林」の文字がデザインされている。
1965年の大学施設配置図に初めて「古河講堂」と名付けられたが登録有形文化財答申の際に誤って「記念」と加えられ、現在に至る。

## 沿革
- 1907年(明治40年) - 札幌農学校は設立した東北帝国大学に伴い東北帝国大学農科大学に改組[5]。
- 1909年(明治42年) 11月24日 - 竣工
- 1955年(昭和30年）4月 - 一般教養部（のちの教養部）に移管。一般教養部の管理部門が移転[6]。
- 1959年(昭和34年）4月 - 教養部本館となる[6]。
- 1963年(昭和38年） - 教養部の管理部門が北17条の新館に移転。新館に入居できない教官が残る[6]。
- 1968年(昭和43年）11月 - 北海道大学施設計画委員会で他の5棟とともに保存建物に決定される[6]。
- 1969年(昭和44年）6月 - 大学紛争により教養部が封鎖されたため、教養部の仮事務室、教官室となる[6]。
- 1969年(昭和44年）8月 - 文系4学部の校舎が封鎖されたため、法学部教官連絡本部が置かれる[6]。
- 1969年(昭和44年）9月 - 一部の学生によって建物が封鎖される。10月末、封鎖解除が始まる[6]。
- 1976年(昭和51年）3月 - 教養部のS棟増築部分が完成し、教養部教官がそこへ移る[6]。
- 1977年(昭和52年）4月 - 新設された大学院環境科学研究科の仮校舎となる[6]。
- 1980年(昭和55年）3月 - 大学院環境科学研究科の校舎が新設され、移転。以降、文系教官の研究室が入居。[7]
- 1988年(昭和63年）12月 - さっぽろ・ふるさと文化百選に選定される[7]。
- 1997年(平成9年） - 国の登録有形文化財に登録される[7]。
- 1999年(平成11年） - 秋、雨漏りのため、屋根の葺き替え工事を行う[7]。